# 사토 미에코
사토 미에코(佐藤 実絵子,さとう みえこ, 1986년 6월 24일 - )는 일본 여성 아이돌 그룹 전 SKE48 팀S 부리더, 최연장 멤버. 센트럴 재팬 소속.

## 개요
- SKE48 팀S 최연장자.부리더
- 시노다 팀A 졸업생.전 리더 / 솔로 시노다 마리코 다음 최연장자 멤버이다.
- AKB48 팀A 최연장자 코지마 하루나와 함께 최연장자
- 2015년 3월 31일 팀S 나카니시 유카와 팀KII 후루카와 아이리와 팀E 코바야시 아미와 연수생 오기노 리사 와 SKE48 졸업.